# Аномейство
Аноме́йство (от др.-греч. ἀνόμοιος — «неподобный» ← др.-греч. ἀ-, ἀν- — «не» + др.-греч. ὁμοίως — «подобный», также аэтианство, евномианство) — крайнее арианство, последователи которого настаивали на сущностной инаковости Отца и Сына, на их неподобии.

## История
Аномеи не были непосредственно связаны с Арием и его учениками, хотя были близки к родственной ему антиохийской богословско-экзегетической школе Лукиана. К старшему поколению ариан они относились неодобрительно, так как самого Ария они считали недостаточно последовательным. Основателем аномейства был диакон Аэтий, начавший свою проповедь в Александрии в 356 году и вскоре переселившийся в Антиохию. В ней он имел значительный успех и образовал группу последователей, среди которых особенно выделялся Евномий, впоследствии епископ Кизикский. В то время как Аэтий был известен главным образом своей блестящей диалектикой, Евномий обладал строгим логическим умом и ясной выразительной речью, снискавшей ему популярность. Святитель Василий Великий обвиняет Евномия в том, что в своих доказательствах он пользуется Хрисипповыми умозаключениями.
Аномейская ересь, подрывавшая основы христианской веры, вызвала незамедлительную реакцию Церкви. Появление аномейства было в своём роде саморазоблачением арианства. Поэтому борьба с ним Церкви привела к консолидации православных на Востоке и в конечном счёте к окончательной победе Церкви над арианской ересью. С аномейством боролись лучшие силы Церкви: святые Василий Великий, Григорий Богослов, Григорий Нисский, Иоанн Златоуст. Аномейство было предано анафеме первым правилом Второго Вселенского собора в 381 году.

## Учение
Бог Отец у Евномия — абсолютная монада, Бог — бесконечно единый, не допускающий никакого соучастия в Своём Божестве, никакого выхода из единой сущности к трём Ипостасям. Простота сущности исключает какое-либо различение, даже различение Божественных свойств. Казалось бы, подобное понятие «простоты» естественно должно было привести аномеев к агностицизму. Так, Арий, исходя из той же мысли, отказывает даже Сыну в возможности познания Отца.